# UK Singles Chart
UK Singles Chart reprezintă clasamentul muzical oficial din Regatul Unit, compilat pe baza vânzărilor discurilor single. Clasamentul este întocmit săptămânal de  Official Charts Company (OCC) pe baza vânzărilor, fie fizice, fie digitale, precum și a streamingului. BBC Radio 1 transmite în fiecare vineri emisiunea The Official Chart în care difuzează primele 40 de melodii din top. Pe site-ul OCC este publicat săptămânal Topul 100.
Topul single-urilor din Marea Britanie a început să fie compilat în 1952. Primul număr unu în clasamentul single-urilor din Marea Britanie a fost „Here in My Heart” de Al Martino pentru săptămâna care s-a încheiat la 14 noiembrie 1952. În săptămâna încheiată pe 26 decembrie 2024, topul britanic de single-uri a avut 1.433 de hituri diferite de numărul unu. 

## Recorduri

### Cele mai multe No.1
| Total | Artist             |
| ----- | ------------------ |
| 21    | Elvis Presley      |
| 18    | The Beatles        |
| 14    | Cliff Richard      |
| 14    | Westlife           |
| 14    | Ed Sheeran         |
| 13    | Madonna            |
| 12    | Take That          |
| 11    | Calvin Harris      |
| 11    | Eminem             |
| 10    | Elton John         |
| 9     | ABBA               |
| 9     | Spice Girls        |
| 9     | Rihanna            |
| 8     | The Rolling Stones |
| 8     | Oasis              |
| 8     | Sam Smith          |

### Artiștii cu cele mai multe săptămâni pe locul 1
| Loc | Artist            | Săptămâni |
| --- | ----------------- | --------- |
| 1   | Elvis Presley     | 80        |
| 2   | The Beatles       | 70        |
| 3   | Ed Sheeran        | 61        |
| 4   | Cliff Richard     | 46        |
| 5   | Calvin Harris     | 39        |
| 6   | Justin Bieber     | 38        |
| 7   | Frankie Laine     | 32        |
| 8   | ABBA              | 31        |
| 8   | Drake             | 31        |
| 10  | Madonna           | 29        |
| 10  | Take That         | 29        |
| 12  | Elton John        | 28        |
| 13  | Rihanna           | 25        |
| 14  | Wet Wet Wet       | 23        |
| 15  | Spice Girls       | 22        |
| 16  | Queen             | 21        |
| 16  | Sabrina Carpenter | 21        |
| 18  | Slade             | 20        |
| 18  | Westlife          | 20        |
| 18  | Ariana Grande     | 20        |

### Melodiile cu cele mai multe săptămâni pe locul 1
| Săptămâni | Artist                                                | Single                              | An                 |
| --------- | ----------------------------------------------------- | ----------------------------------- | ------------------ |
| 18        | Frankie Laine                                         | "I Believe"                         | 1953               |
| 16        | Bryan Adams                                           | "(Everything I Do) I Do It for You" | 1991               |
| 15        | Wet Wet Wet                                           | "Love Is All Around"                | 1994               |
| 15        | Drake (featuring Wizkid and Kyla)                     | "One Dance"                         | 2016               |
| 14        | Queen                                                 | "Bohemian Rhapsody"                 | 1975–76 și 1991–92 |
| 14        | Ed Sheeran                                            | "Shape of You"                      | 2017               |
| 13        | Alex Warren                                           | "Ordinary"                          | 2025               |
| 11        | Slim Whitman                                          | "Rose Marie"                        | 1955               |
| 11        | Luis Fonsi and Daddy Yankee (featuring Justin Bieber) | "Despacito"                         | 2017               |
| 11        | Tones and I                                           | "Dance Monkey"                      | 2019               |
| 11        | Ed Sheeran                                            | "Bad Habits"                        | 2021               |